# Władysław Matys
Władysław Matys (ur. 10 sierpnia 1916 w Budziszowicach, zm. ?) – polski górnik i polityk, poseł na Sejm PRL III i IV kadencji. Budowniczy Polski Ludowej.

## Życiorys
Uzyskał wykształcenie podstawowe, z zawodu górnik. W II RP pracował w biedaszybach, w czasie okupacji dwukrotnie został wysłany na roboty przymusowe do Niemiec, z których zbiegał. W 1940 rozpoczął pracę w kopalni „Paryż” w Dąbrowie Górniczej. W 1959 po ukończeniu specjalistycznego kursu został instruktorem strzałowym w kopalni.
W 1945 wstąpił do Polskiej Partii Robotniczej i pełnił funkcję sekretarza oddziałowej organizacji partyjnej, po czym w 1948 wstąpił Polskiej Zjednoczonej Partii Robotniczej. Był członkiem plenum komitetu miejskiego PZPR w Dąbrowie Górniczej i członkiem egzekutywy komitetu zakładowego w Kopalni „Generał Zawadzki”. W latach 1955–1958 pełnił funkcję radnego wojewódzkiej rady narodowej w Katowicach. W 1961 i 1965 uzyskiwał mandat posła na Sejm PRL w okręgu Dąbrowa Górnicza i Zawiercie, w parlamencie zasiadał w Komisji Leśnictwa i Przemysłu Drzewnego.

## Odznaczenia
- Order Budowniczych Polski Ludowej (1959)[1]
- Order Sztandaru Pracy I klasy (1949)[2]
- Złoty Krzyż Zasługi (1955)[3]
- Srebrny Krzyż Zasługi (1952)[4]
- Brązowy Krzyż Zasługi (1950)[5]
- Medal 10-lecia Polski Ludowej (1954)[6]
- Odznaka tytułu honorowego „Zasłużony Górnik Polskiej Rzeczypospolitej Ludowej” (1956)
- Odznaka 1000-lecia Państwa Polskiego (1966)[7]